# Lus-la-Croix-Haute
Lus-la-Croix-Haute è un comune francese di 515 abitanti situato nel dipartimento della Drôme della regione dell'Alvernia-Rodano-Alpi.

## Società

### Evoluzione demografica
Abitanti censiti